# F. K. Waechter

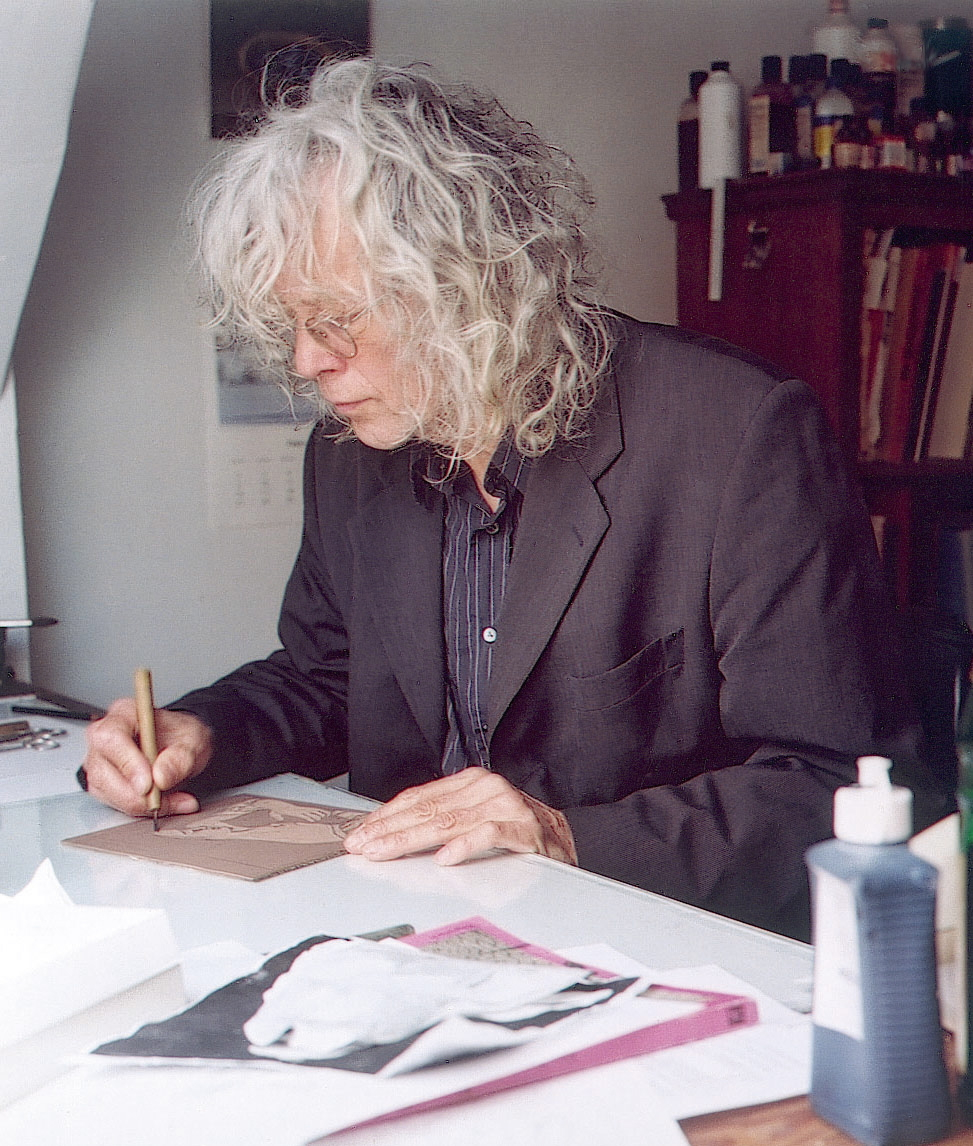
F. K. Waechter (2001)

Friedrich Karl Waechter (* 3. November 1937 in Danzig; † 16. September 2005 in Frankfurt am Main) – als Künstler F. K. Waechter – war ein deutscher Zeichner, Karikaturist, Cartoonist und Autor von Kinderbüchern und Theaterstücken.

## Leben

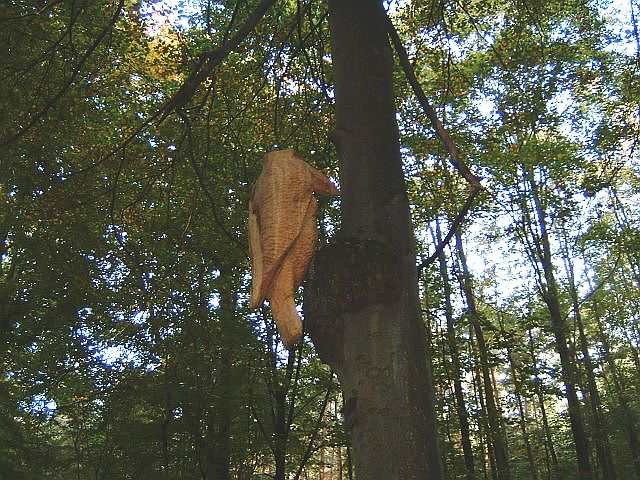
Der Monsterspecht, eine Skulptur nach den Entwürfen des Künstlers im Frankfurter Stadtwald

Waechter wurde in Danzig als Sohn eines Lehrers geboren und wuchs in der nicht weit entfernten Stadt Tiegenhof auf. Sein Vater fiel 1941 im Zweiten Weltkrieg. Im Winter 1944/45 floh die Mutter mit den drei Kindern an Bord des Netzlegers Najade über die Ostsee nach Warnemünde und landete schließlich in Sahms (Schleswig-Holstein).
Friedrich Karl Waechter besuchte die Lauenburgische Gelehrtenschule in Ratzeburg, wo sich früh sein zeichnerisches Talent zeigte. Ein Jahr vor dem Abitur verließ er die Schule, um an der Kunstschule Alsterdamm in Hamburg Gebrauchsgrafik zu studieren. Nach dem Studium arbeitete Waechter bei der Oberbadischen Annoncenexpedition in Freiburg im Breisgau. Während dieser Zeit zeichnete er bereits Cartoons für die Zeitschrift twen. Durch diese Zeichnungen auf ihn aufmerksam geworden, schickte die Gründungsredaktion der Satirezeitschrift pardon ihm eine Nullnummer des Heftes. Waechter kritisierte Layout und Aufmachung des Heftes und schickte eigene Vorschläge – mit dem Erfolg, dass er bei Pardon als Layout-Chef angestellt wurde. Ab April 1962 arbeitete Waechter für pardon und entwarf gleich zur ersten Ausgabe die bekannte Titelfigur, ein kleines Teufelchen, das lächelnd seinen Hut lüpft. Hier entfaltete Waechter sein Talent zu komischen Cartoons. Zusammen mit Robert Gernhardt und F. W. Bernstein gestaltete er ab 1964 die regelmäßigen Nonsens-Seiten Welt im Spiegel.
Später arbeitete Waechter als freischaffender Künstler in Frankfurt am Main. Aufgrund inhaltlicher Differenzen mit dem Chefredakteur von pardon erlahmte Waechters Interesse an Beiträgen; Kinderbücher wurden vorübergehend sein wichtigstes Betätigungsfeld. 1975 bekam er nach einer Anfrage des Zeitmagazins für einen regelmäßigen Cartoon-Beitrag wieder Spaß am Zeichnen und begann nach eigener Aussage nun einen eigenen Stil zu entwickeln. Im Jahre 1979 gehörte er zu den Gründungsmitgliedern des Satiremagazins Titanic, für das er bis 1992 arbeitete, während er gleichzeitig überwiegend als Theaterautor und -regisseur aktiv war. Zudem nahm er auch Gastprofessuren an Kunstakademien wahr.
Waechter erlag in der Nacht des 16. September 2005 im Alter von 67 Jahren seinem Lungenkrebsleiden und hinterließ seine Ehefrau und drei erwachsene Söhne. Das Grab befindet sich auf dem Frankfurter Hauptfriedhof.
Waechters Sohn Philip Waechter (* 1968) arbeitet ebenfalls als Illustrator von Kinderbüchern.

## Werk

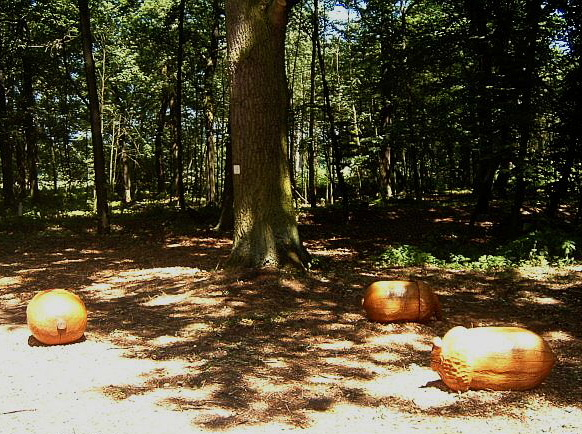
Die Monsterkinder einer Eiche

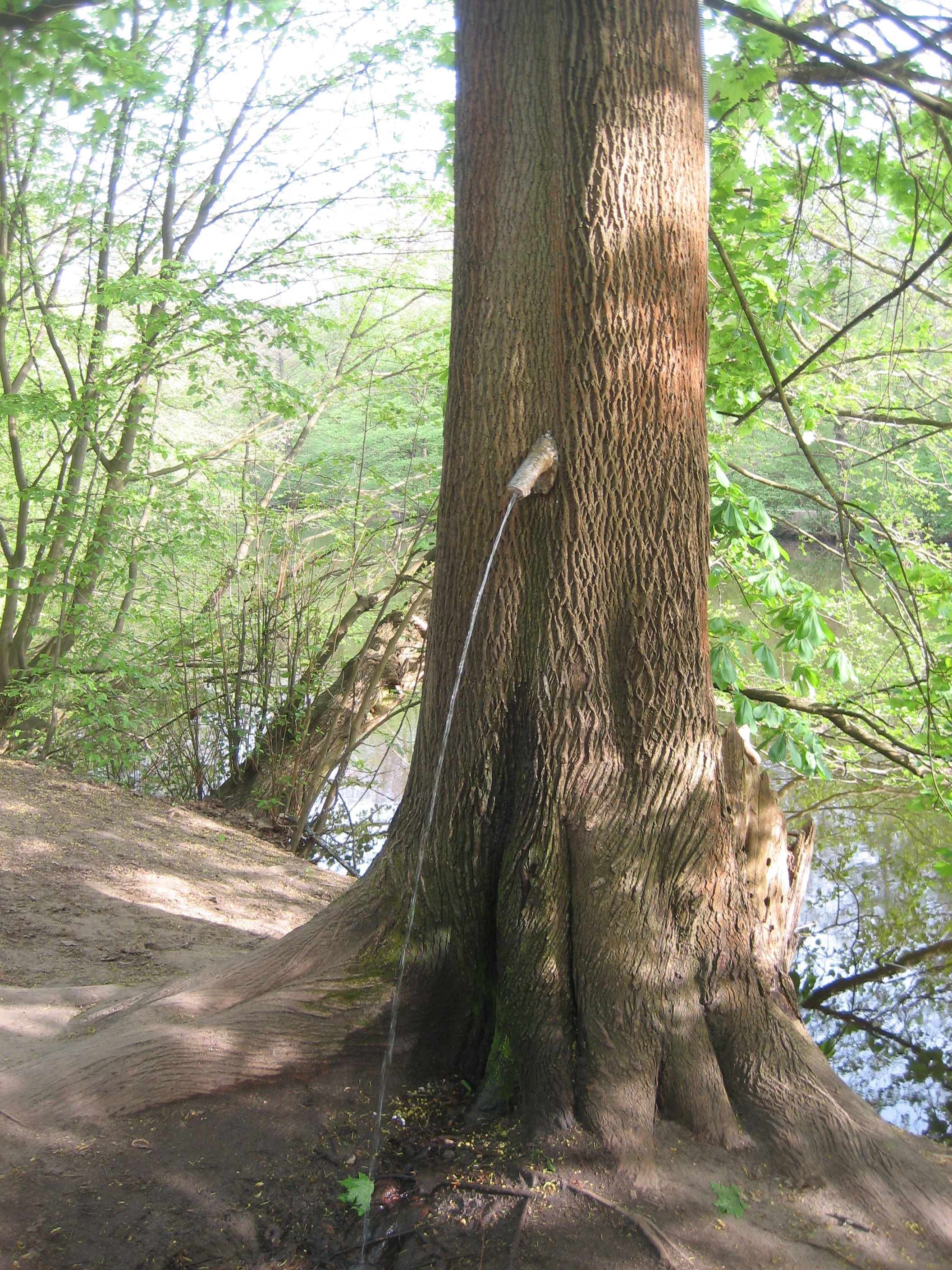
Der Pinkelbaum, Kunstwerk im Frankfurter Stadtwald, aus der Serie Komische Kunst im Frankfurter Grüngürtel

In der deutschen Cartoonkunst der frühen 1960er Jahre fand Waechter keine Vorbilder. Er begeisterte sich stattdessen für amerikanische Karikaturisten wie Saul Steinberg. Zusammen mit F. W. Bernstein, Robert Gernhardt, Eckhard Henscheid, Chlodwig Poth, Bernd Eilert, Peter Knorr und Hans Traxler zählte er zur Neuen Frankfurter Schule.
Waechter zeichnete unter anderem für twen, pardon, Titanic und das Zeit-Magazin, schrieb Kinderbücher und Cartoonbücher für Erwachsene sowie eine große Anzahl von Theaterstücken. 1992 nahm er seinen offiziellen Abschied von der satirischen Zeichenkunst, um sich mehr dem Kindertheater zu widmen. Insgesamt entstanden über siebzig Miniaturen, Kurzdramen und abendfüllende Theaterstücke.
Sein erster eigenständiger Bucherfolg war der Anti-Struwwelpeter (1970), eine antiautoritäre Parodie auf den Struwwelpeter. Später distanzierte sich Waechter von dem Buch, weil er es „zu holzschnittartig“ fand.

## Komische Kunst
F. K. Waechter zeichnete eine Serie mit Objekten in Bäumen und vermachte sie der Stadt Frankfurt. Diese Werke der Komischen Kunst werden seit Dezember 2005 entlang des Grün-Gürtel-Rundwanderweges im Frankfurter Grüngürtel nach und nach künstlerisch umgesetzt und dauerhaft ausgestellt. Das Projekt Komische Kunst im Frankfurter Grüngürtel entstand in Zusammenarbeit mit dem Frankfurter Caricatura Museum für Komische Kunst.
Neben der bekannten Eule im Norwegerpullover, die bereits im Buch Wahrscheinlich guckt wieder kein Schwein erstmals zu sehen war, sind noch die Dicke Raupe, der Eichhörnchenkönig, die Monsterkinder, der Monsterspecht, der Pinkelbaum und der Struwwelpeter zu betrachten.
Anfang der 1980er Jahre gehörte F. K. Waechter neben Robert Gernhardt und F. W. Bernstein zu den Gründern und Förderern der Kasseler CARICATURA – Galerie für komische Kunst und gilt als ihr Mentor. Aus diesem Grund befasste sich die 100. Ausstellung im September 2015 mit seinen Werken.

## Nachlass
Das zeichnerische Gesamtwerk Waechters umfasst etwa 3400 Arbeiten. Der gesamte Nachlass wurde nach einer Entscheidung der Erben Waechters im Dezember 2007 an das Deutsche Museum für Karikatur und Zeichenkunst Wilhelm Busch in Hannover gegeben, davon eine Hälfte als Schenkung. Die andere Hälfte wurde mit Unterstützung des Landes und zahlreicher Stiftungen von der Wilhelm-Busch-Gesellschaft als Trägerin des Museums erworben. Die Entscheidung löste Unverständnis aus, da seine Wahlheimat Frankfurt (besonders das dortige Museum für Komische Kunst) damit leer ausging. Begründet wurde die Entscheidung von der Witwe Waechters mit dem Testament des Verstorbenen, in dem er verfügt hatte, dass sein Werk „zusammenbleiben, ausgearbeitet und der Öffentlichkeit zugänglich gemacht werden müsse“.

## Auszeichnungen
- 1975: Deutscher Jugendbuchpreis in der Sparte Bilderbuch für Wir können noch viel zusammen machen
- 1983: Brüder-Grimm-Preis des Landes Berlin
- 1993: Hessischer Kulturpreis
- 1995: e.o.plauen Preis
- 1999: Deutscher Jugendliteraturpreis in der Sparte Bilderbuch für Der rote Wolf
- 2003: Alex-Wedding-Preis
- 2003: Binding-Kulturpreis

## Werke

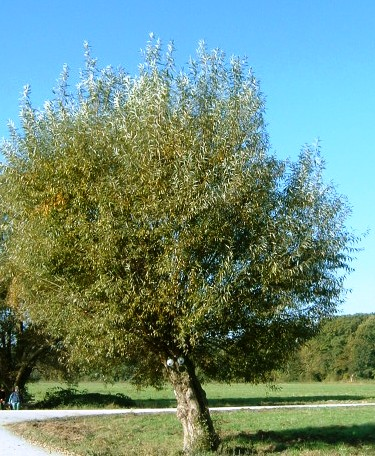
Der Struwwelpeter in den Schwanheimer Wiesen

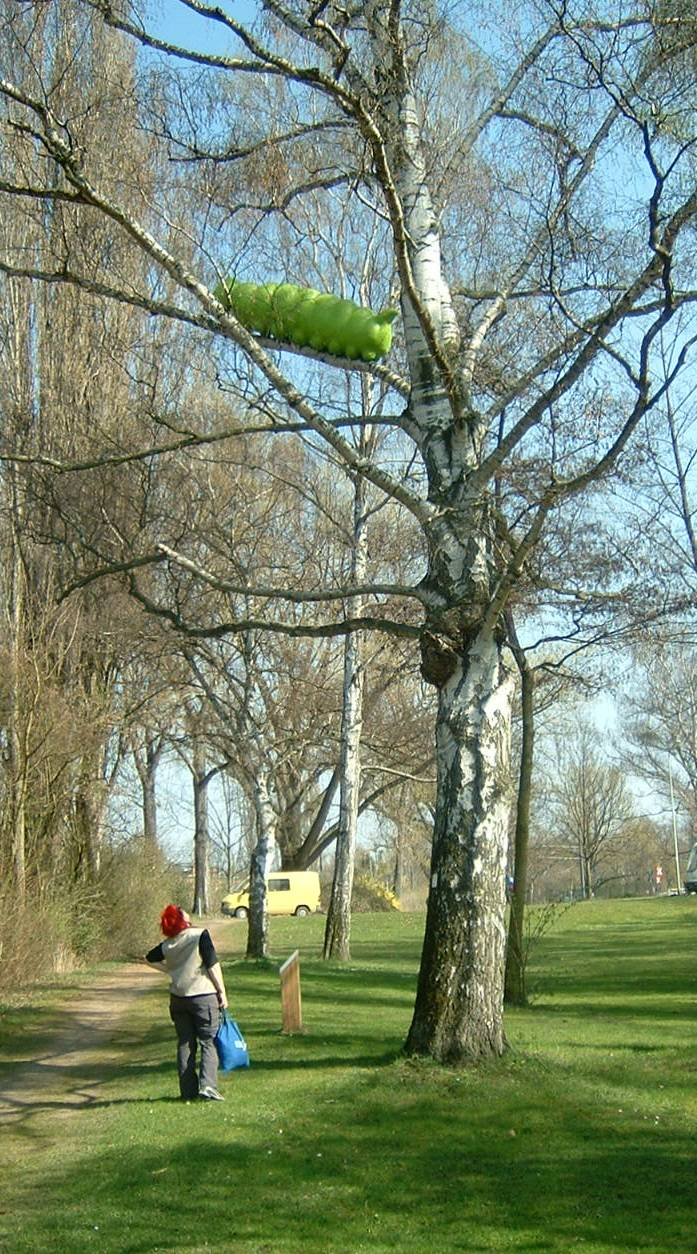
Dicke Raupe am Erlenbruch

- Ich bin der Größte, 1966 (Frankfurt am Main: Bärmeier & Nikel)
- Die Wahrheit über Arnold Hau, 1966 (Gemeinschaftswerk mit F. W. Bernstein und Robert Gernhardt)
- Zweckermann macht´s möglich, 1969 (Frankfurt am Main: Bärmeier & Nikel)
- Der kleine Zweckermann, 1969 (Frankfurt am Main: Bärmeier & Nikel)
- Der Anti-Struwwelpeter, 1970
- Die Kronenklauer, 1972 (Text zusammen mit Bernd Eilert)
- Tischlein deck dich und Knüppel aus dem Sack, 1972 (Untertitel: Ein neues Märchen)
- Brülle ich zum Fenster raus, 1973 (Kinderrollenspiele mit Texten zum Singen)
- Wir können noch viel zusammen machen, 1973 (Bilderbuch)
- So dumm waren die Hebräer, 1973
- 3 Wandgeschichten, 1974
- Das Ungeheuer-Spiel, 1975
- Opa Huckes Mitmach-Kabinett, 1976
- Schule mit Clowns, Der Teufel mit den drei goldenen Haaren, Pustekuchen (1975/76 Ellermann Verlag, Verlag der Autoren)
- Die Bauern im Brunnen, 1978
- Wahrscheinlich guckt wieder kein Schwein, 1978
- Welt im Spiegel WimS 1964–1976 (zusammen mit Robert Gernhardt und F. W. Bernstein), Frankfurt 1979
- Kiebich und Dutz, 1979 (1987 verfilmt)
- Die Reise, 1980 (Untertitel: Eine schrecklich schöne Bildergeschichte)
- Es lebe die Freiheit …, 1981, ISBN 3-257-00303-X
- Fühlmäuse, 1981 (Spiele und Bilder zum Mitmachen)
- Die Drei, 1981 (Gemeinschaftswerk mit F. W. Bernstein und Robert Gernhardt), Zweitausendeins, Frankfurt am Main
- Wer kommt mit auf die Lofoten?, Hamburg 1981, ISBN 3-87975-900-6
- Das Grundgesetz für die Bundesrepublik Deutschland, 1982
- Männer auf verlorenem Posten, Diogenes Verlag, Zürich 1983, ISBN 3-257-21949-0
- Nur den Kopf nicht hängen lassen, 1983
- Glückliche Stunde, 1986
- Die Mondtücher, 1988
- 100 Mark, 1988 in Titanic
- Der Traum der Bergfrösche, 1989
- Mich wundert, daß ich fröhlich bin, 1991
- Die letzten Dinge, 1992
- Da bin ich, 1997
- F. K. Waechters Erzähltheater, 1997
- Der rote Wolf, 1998
- Mein 1. Glas Bier, 1998
- Der Kleine im Glaspott, 1999
- Sehr witzig!, 2000
- Die Geschichte vom albernen Hans, 2000
- Der Frosch und das Mädchen, 2000
- Steinhauers Fuß, 2001
- Die Schöpfung, 2002
- Waechter, 2002
- F.K. Waechter in 7 Stücken. Verlag der Autoren, 2002
- Der Affe des Strandfotografen, 2004
- Prinz Hamlet, 2005
- Vollmond, 2005
- Kaspar Hauser oder Unter Menschen, 2005
- Venedig, Das Skizzenbuch. Diogenes Verlag, Zürich 2011, ISBN 978-3-257-02099-1
- Der Höllenhund. Diogenes Verlag, Zürich 2018, ISBN 978-3257021578

### Illustrationen zu:  (noch unvollständig)
- 36x Gänsehaut, 1964
- Die grüne Wolke, 1970
- Der kluge Knecht, 1972
- Farm der Tiere, Evergreen-Ausgabe 1982, ISBN 3-257-05508-0; Jubiläumsausgabe 1995, ISBN 3-257-06054-8
- Der gefrorene Prinz, 2004

### Theaterstücke (Auswahl)
- Die Beinemacher (1974)
- Der Teufel mit den drei goldenen Haaren (1975)
- Schule mit Clowns (1975; 1977 verfilmt)
- Die Bremer Stadtmusikanten (1977)
- Ausflug mit Clowns (1985)
- F. K. Waechters Ixypsilonzett (1990)
- Die letzten Dinge (1992)
- Die Eisprinzessin (1993, in zwei Fassungen)
- Prinz Hamlet (1995)
- Lysistrata (nach Aristophanes, 1997)
- Die Aschenputtler (1998)
- Tristan und Isolde (2002)
- Karneval der Tiere (2002)
- Der Narr des Königs (Kwast) (2003)
- Kaspar Hauser oder Unter Menschen (2005)

### Vertonungen
- Moritz Eggert: Der König der Eichhörnchen wechselt den Baum für Violine, Klarinette und Klavier (nach dem gleichnamigen Bild), 1991.
- Moritz Eggert: Zwei Lieder aus der „Eisprinzessin“ für Stimme Solo (Texte aus dem Theaterstück), 2003.
- Christine Weghoff: Kinderoper Der Kleine im Glaspott für Instrumentaltrio (Klarinette, Klavier/Keyboard, Schlagwerk), 2 Sänger, 4 Sängerinnen und Kinderchor, 2024.
- Christine Weghoff: Kwast, Liedvertonungen (UA Theater Heidelberg), 2003.
- Christine Weghoff: Der rote Wolf für „Sprecher*in und Akkordeon“ (nach dem gleichnamigen Bilderbuch), 2000.
- Christine Weghoff und Arni Arnold: Singspiel Die elenden Vier(UA Staatstheater Hannover), 1994.
- Christine Weghoff: Singspiel Die Kapernschlacht aus: Die letzten Dinge (UA Junges Theater Göttingen), 1992.
- Christine Weghoff: Vom Teufel mit den drei goldenen Haaren, Liedvertonungen (UA Junges Theater Göttingen), 1991.
- Christine Weghoff: Der Schweinehirtentraum, Liedvertonungen (UA Junges Theater Göttingen), 1990.

## Ausstellung
- 2011: F. K. Waechter – Zeichenkunst. Museum für Angewandte Kunst Frankfurt
- 2017: F. K. Waechter. Zeichenlust.[4] Wilhelm Busch – Deutsches Museum für Karikatur und Zeichenkunst